# Puissance d'un point par rapport à un cercle
En géométrie euclidienne du plan, la puissance d'un point M par rapport à un cercle de centre O et de rayon R est un nombre qui indique la position de M par rapport à ce cercle. Elle peut être définie comme P(M) = OM2 – R2.
Il existe plusieurs résultats pour différentes formules de calcul de la puissance d'un point, selon la position du point par rapport au cercle. Ils reposent tous sur la construction de droites sécantes au cercle, passant par le point.
La puissance d'un point apparait dans la construction de plusieurs objets géométriques et la démonstration de leurs propriétés, comme l'axe radical de deux cercles, le centre radical de trois cercles ou la construction d'un diagramme de Laguerre.
Le mathématicien Edmond Laguerre a défini la puissance d'un point par rapport à toute courbe algébrique.

## Propriété fondamentale et définition
Théorème et définition — Soient M un point, Γ un cercle de centre O et de rayon R et (d) une droite orientée passant par M et rencontrant le cercle en A et B. Alors le produit MA × MB des mesures algébriques de MA et MB est indépendant de la droite orientée choisie et vaut MO2 – R2.
On l'appelle puissance du point M par rapport au cercle Γ et on le note PΓ(M).

### Signe de la puissance
On peut remarquer que :
- si M est à l’extérieur du cercle, MA × MB = MA × MB ;
- si M est à l’intérieur du cercle, MA × MB = – MA × MB.

Lorsque le point M est à l'extérieur du cercle, il est possible de mener des tangentes au cercle. En appelant T le point de contact du cercle avec une de ces tangentes, la puissance de M est PΓ(M) = MT2 (théorème de Pythagore).
L'égalité MA × MB = MT2 est suffisante pour affirmer que la droite (MT) est tangente au cercle.
La puissance d'un point permet de vérifier que quatre points sont cocycliques : en effet, si A, B, C, D sont quatre points tels que (AB) et (CD) se coupent en M et si MA × MB = MC × MD, alors les quatre points sont cocycliques.

### Point de vue algébrique
Dans un repère orthonormé, le cercle Γ de centre O (a,b) et de rayon r a pour équation cartésienne (x – a)2 + (y – b)2 = r2, qu'on peut réécrire sous la forme P(x , y) = x2 + y2 – 2ax – 2by + c = 0 avec c = a2 + b2 – r2 ; alors la puissance du point M (xM , yM) par rapport à ce cercle est PΓ(M) = P(xM , yM) = (xM – a)2 + (yM – b)2 – r2.

## Applications

### Axe radical de deux cercles
L'axe radical de deux cercles, de centres distincts, est l'ensemble des points ayant même puissance par rapport à ces deux cercles.
On considère deux cercles c(O, R) et c'(O' , R') avec O et O' distincts. L'ensemble des points M de mêmes puissances par rapport aux deux cercles vérifie :
{\displaystyle p_{c}(M)=MO^{2}-R^{2}=p_{c'}(M)=MO'^{2}-R'^{2},~{\textrm {soit}}~MO^{2}-MO'^{2}=R^{2}-R'^{2}.}
Soit I le milieu de [OO'] et K la projection orthogonale de M sur (OO'). D'après le troisième théorème de la médiane dans le triangle MOO', on a : {\displaystyle 2{\overrightarrow {OO'}}\cdot {\overrightarrow {IK}}=R^{2}-R'^{2}}.

Tous ces points M ont le même projeté orthogonal sur la droite (OO'), et la formule obtenue ci-dessus permet de construire ce projeté K. L'axe radical est donc la droite perpendiculaire à la ligne des centres et passant par K.
Si les cercles sont sécants, l'axe radical est la droite joignant les points d'intersection.
L'axe radical (éventuellement en dehors du segment intérieur aux deux cercles) est aussi l'ensemble des points desquels on peut mener, aux deux cercles, des segments tangents de même longueur.
En particulier si les cercles sont extérieurs et admettent une tangente commune (TT'), le milieu J de [TT'] appartient à l'axe radical. Cette propriété permet de construire l'axe radical.
D'un point de vue analytique, si les deux cercles ont pour équations (x – a)2 + (y – b)2 = r2 et (x – a')2 + (y – b')2 = r'2, les points ayant même puissance par rapport aux deux cercles sont ceux pour lesquels (x – a)2 + (y – b)2 – r2 = (x – a')2 + (y – b')2 – r'2, ce qui équivaut à 2(a' – a)x + 2(b' – b)y + c = 0, avec c = r'2 – r2 + a2 + b2 – a'2 – b'2 ; on retrouve bien l'équation de l'axe radical.

### Centre radical de trois cercles
Les axes radicaux de trois cercles de centres non alignés concourent en un point appelé centre radical des trois cercles (voir aussi : cercle orthogonal à trois cercles).
On en déduit, par exemple, que si trois cercles sont tangents deux à deux, leurs tangentes communes sont concourantes, et leur centre radical est alors le centre du cercle circonscrit au triangle formé par les trois points de tangence.

## Extensions
Laguerre a défini la puissance d'un point P par rapport à une courbe algébrique de degré n comme le produit des distances entre P et les 2n points d'intersection d'un cercle passant par P avec la courbe, divisé par le rayon du cercle R élevé à la puissance n. Il a également démontré que cette valeur est indépendante du rayon,. Il lie en outre cette puissance à l'équation de la courbe plane sous forme   f(x,y) = 0, en remarquant que la puissance du point P(x,y) est égale, à une constante multiplicative près, à |f(x,y)|.